# Jan Badowski (starszy Kozaków)
Jan Badowski (ur. 1539 prawdopodobnie w Sochaczewie, zm. 1575 lub 1608) — polski szlachcic, pierwszy „starszy” i sędzia Kozaków rejestrowych.
W związku z rekrutowaniem Kozaków do rejestru wojskowego mającego na celu obronę południowo-wschodnich ziem ruskich Korony przed najazdami Tatarów krymskich, 5 czerwca 1572 roku Zygmunt II August zaaprobował decyzję hetmana Jerzego Jazłowieckiego i wyznaczył polskiego szlachcica pochodzącego z Sochaczewa – Jana Badowskiego herbu Poraj – na dowódcę („starszego”) i sędziego Kozaków rejestrowych. Jako „starszy” Jan Badowski sprawował władzę administracyjną i sądową nad Kozakami rejestrowymi, których na początku było około 300. Został również zwolniony z płacenia podatków od swoich dwóch domów w Białej Cerkwi i otrzymał prawo wyszynku. Sam podlegał bezpośrednio hetmanowi lub królowi, natomiast nie odpowiadał przed urzędami wojewodzińskimi ani starostami.